# Абдуллаєв Юсіф Мірза огли
Юсіф Мірза огли Абдуллаєв (31 грудня 1902, місто Баку, тепер Азербайджан — 11 травня 1979, місто Баку, тепер Азербайджан) — азербайджанський радянський військовий діяч, голова Азербайджанського республіканського комітету Добровільного товариства сприяння армії, полковник. Депутат Верховної ради СРСР 2—3-го скликань.

## Життєпис
Народився в родині робітника-коваля. У 1916 році закінчив вище початкове училище.
У липні 1920 року був призваний до Червоної армії і направлений на навчання до Азербайджанської зведеної військової школи в Баку, курсантом якої з січня по травень 1921 року брав участь у боротьбі з національним рухом в Азербайджані.
Після закінчення у 1922 році зведеної військової школи був направлений до Азербайджанської зведеної стрілецької дивізії, де служив командиром взводу артилерійського дивізіону (жовтень 1922 — серпень 1923 року), начальником зв'язку батареї артилерійського полку (серпень 1923 року), тво. командира батареї (серпень — жовтень 1923 року) легкого артилерійського дивізіону Азербайджанської бригади.
З жовтня 1923 по 1924 рік був слухачем повторних курсах удосконалення начальницького складу Окремої Кавказької армії РСЧА в Тифлісі.
У червні — листопаді 1924 року — начальник зв'язку артилерійського дивізіону. З листопада 1924 по травень 1925 року — начальник розвідки 1-ї батареї легкого артилерійського полку. З травня по вересень 1925 року —  командир взводу зенітного дивізіону артилерійської полкової школи Азербайджанської стрілецької дивізії. З жовтня 1925 по квітень 1926 року навчався на курсах удосконалення командного складу зенітної артилерії.
Член ВКП(б) з 1926 року.
У квітні — травні 1926 року — начальник розвідки зенітного артилерійського дивізіону, в травні 1926 — листопаді 1928 року — командир батареї легкого артилерійського полку Азербайджанської стрілецької дивізії.
З 1928 по 1929 рік навчався на артилерійських курсах удосконалення командного складу.
У травні 1929 — травні 1930 року — командир (а з березня 1930 року також і політрук) навчальної батареї Азербайджанського артилерійського полку.
У 1930—1933 роках — слухач східного факультету Військової академії РСЧА імені Фрунзе.
У травні 1933 — жовтні 1938 року — начальник прикордонного розвідувального пункту № 5 (Термез) розвідувального відділу штабу Середньоазійського військового округу.
У жовтні — листопаді 1938 року — заступник начальника розвідувального відділу штабу Середньоазійського військового округу.
У листопаді 1938 — травні 1939 року — начальник прикордонного розвідувального пункту № 2 (Ашхабад) розвідувального відділу штабу Середньоазійського військового округу.
У травні — грудні 1939 року — заступник начальника розвідувального відділу штабу Середньоазійського військового округу.
У 1939—1941 роках — слухач Академії Генерального штабу РСЧА.
У липні — жовтні 1941 року — начальник 3-го відділення, помічник начальника з кадрів розвідувального відділу штабу Північно-Західного фронту. У жовтні 1941 — серпні 1942 року — начальник розвідувального відділу Новгородської армійської оперативної групи, начальник розвідувального відділу штабу 34-ї армії. У серпні 1942 — червні 1943 року — начальник оперативного відділу штабу 34-ї армії. 23 червня 1943 року усунений з посади і зарахований у розпорядження Військової ради Північно-Західного фронту.
З 17 серпня по жовтень 1943 року — начальник штабу 96-го стрілецького корпусу 34-ї армії Північно-Західного фронту.
У жовтні 1943 року призначений на посаду начальника штабу 34-ї армії, а в грудні 1943 року — 6-ї гвардійської армії 2-го Прибалтійського фронту, яка вела оборону в районі Невеля. У грудні 1943 — жовтні 1944 року — заступник командира 96-го стрілецького корпусу. З 16 по 20 грудня 1943 року, з 25 грудня 1943 по 8 січня 1944 року і з 4 по 15 лютого 1944 року полковник Абдуллаєв тимчасово виконував обов'язки командира 96-го стрілецького корпусу, керував бойовими діями з розгрому невельського угруповання німецьких військ.
У жовтні 1944 — квітні 1945 року — командир 38-ї гвардійської стрілецької дивізії. 20 квітня 1945 року полковник Абдуллаєв призначений заступником командира 114-го стрілецького корпусу. З квітня по травень 1945 року — командир 160-ї стрілецької дивізії 1-го, а потім 2-го Білоруських фронтів. Закінчив війну 8 травня 1945 року у районі міста Вісмар на річці Ельба.
У 1945 році служив у 29-му окремому полку резервного офіцерського складу у Групі радянських окупаційних військ у Німеччині. З вересня 1945 року — в розпорядженні Головного управління кадрів Народного комісаріату оборони СРСР.
До травня 1948 року командував 402-ю Азербайджанською стрілецькою дивізією та 216-ю Азербайджанською стрілецькою дивізією Бакинського (Закавказького) військового округу. З травня 1948 року перебував у розпорядженні головнокомандувача сухопутних військ СРСР.
У червні 1948 — березні 1954 року — голова Азербайджанського республіканського комітету Добровільного товариства сприяння армії (ДТСАРМ).
З березня 1954 року — в запасі.
Помер 11 травня 1979 року в місті Баку.

## Звання
- підполковник
- полковник (1942)

## Нагороди
- орден Леніна
- три ордени Червоного Прапора (1943, 1944)
- орден Суворова ІІ ст. (1945)
- орден Кутузова ІІ ст. (1945)
- орден Червоної Зірки
- медаль «За визволення Варшави»
- медаль «За перемогу над Німеччиною у Великій Вітчизняній війні 1941—1945 рр.»
- медалі